# Miles (Teksas)
Miles je grad u američkoj saveznoj državi Teksas. Prema popisu stanovništva iz 2010. u njemu je živjelo 829 stanovnika.